# Perumandi
Perumandi é uma panchayat (vila) no distrito de Thanjavur, no estado indiano de Tamil Nadu.

## Demografia
Segundo o censo de 2001,  Perumandi  tinha uma população de 7000 habitantes. Os indivíduos do sexo masculino constituem 51% da população e os do sexo feminino 49%. Perumandi tem uma taxa de literacia de 83%, superior à média nacional de 59.5%: a literacia no sexo masculino é de 88% e no sexo feminino é de 79%. Em Perumandi, 8% da população está abaixo dos 6 anos de idade.